# ترميز هوفمان

مثال على شجرة الترميز لهوفمان مطبقة على النص التالي:
"this is an example of a huffman tree"
كل الترددات مدون كل حرف أدناه

في نظرية المعلومات والمعلوماتية، ترميز هوفمان (بالإنجليزية: Huffman coding)‏ يعتبر من ترميز انتروبي يستخدم في الضغط غير الفاقد للبيانات، حيث يعتمد على ترميز متغير الطول لرموز المصدر بما يتناسب مع احتمال ظهورها.
طور ديفيد هوفمان هذا الترميز عندما كان طالب دكتوراه في جامعة MIT ونشره عام 1952 في ورقة بحث بعنوان A Method for the Construction of Minimum-Redundancy Codes (طريقة إنشاء ترميز بفائض أصغري).

## تاريخ
في عام 1951 كان البروفيسور روبرت م. فانو (الذي كان أستاذا في معهد ماساتشوستس للتقنية) يقوم بتدريس طريقة ترميز شانون-فانو لطلبته.
وقام البروفيسور بتخيير الطلبة إما أن يحضروا الاختبار النهائي أو يجدو طريقة أفضل وأكثر كفاءة من ترميز شانون-فانو. حاول ديفيد هوفمان -وكان من أحد تلاميذ البروفيسور- أن يجد طريقة أفضل من شانون-فانو بطريق التجربة والخطأ وكان على وشك التخلي عن الفكرة والاستعداد للاختبار حتى وجد طريقة لبناء الشجرة من الأسفل إلى الأعلى بعكس ترميز شانون-فانو وبذلك يكون الترميز أفضل من ترميز شانون-فانو.

## مصطلحات
يستخدم ترميز هوفمان طريقة محددة لاختيار ما يمثل كل رمز حيث أن ما يتم اختياره لتمثيل رمز معين لا يتم استخدامه لتمثيل رمز غيره .ترميز هوفمان مرادف ل "prefix code " حتى إذا الرمز لم ينتج من خلال استخدام خوارزمية هوفمان.

## التقنية الأساسية

### الضغط
هذه التقنية تعمل من خلال خلق شجرة ثنائية ويمكن تخزينها في مجموعة منتظمة، حيث يعتمد الحجم على عدد من الرموز N. العقدة يمكن أن تكون عقدة ورقة(أي آخر عقدة) أو عقدة داخلية.